# إرنست فريدريك أرمسترونغ
إرنست فريدريك أرمسترونغ هو طبيب أسنان وسياسي كندي، ولد في 14 يوليو 1878 في كندا، وتوفي في 14 مارس 1948. حزبياً، نشط في حزب كندا المحافظ. وقد انتخب عضو مجلس العموم الكندي (1925 – 1926).